# 体育勲章
体育勲章（たいいくくんしょう、體育勳章、朝: 체육훈장）は、大韓民国の勲章。1973年1月25日の賞勲法改正により制定された。

## 授与対象
体育勲章は賞勲法第17条4項により、「体育発展に功績を立てて国民体位向上及び国家発展に寄与した功績が明確な者」へ授与されることが規定されている。スポーツの世界大会で活躍した選手や監督、コーチなどが受章している。

## 等級
体育勲章は5等級からなり、各等級の名称は賞勲法施行令第11条により定められている。
体育勲章の下位には賞勲法第26条4項で規定される体育褒章（たいいくほうしょう、體育褒章、체육포장）が存在する。
| 等級 | 勲章名                           | 略綬 |
| ---- | -------------------------------- | ---- |
| 1等  | 体育勲章青龍章 (체육훈장 청룡장) |      |
| 2等  | 体育勲章猛虎章 (체육훈장 맹호장) |      |
| 3等  | 体育勲章巨象章 (체육훈장 거상장) |      |
| 4等  | 体育勲章白馬章 (체육훈장 백마장) |      |
| 5等  | 体育勲章麒麟章 (체육훈장 기린장) |      |

## 意匠
体育勲章の各等級の意匠は賞勲法施行令第13条により定められている。章と綬からなる正章、襟章と略綬のセットが基本で、さらに上位2等級の青龍章と猛虎章には副章が添う。
章飾の意匠は、表面中央の円板にあしらわれた凱旋の図から伸びた五稜の白色光線に月桂冠が重ねられた形状で、正章の章には無窮花の葉冠の鈕が付き、フランスのレジオンドヌール勲章のそれに類似している。綬は黄色地の両端に緑線が入り、石榴章から牡丹章までは細線が1本ずつ増えるが、無窮花章の大綬は無地（略綬は太線1本）となり、その本数（と太さ）で等級が区別される。綬は橙色地の両端に黄緑線が入り、麒麟章から猛虎章までは細線が1本ずつ増えるが、青龍章の大綬は無地（略綬は太線1本）となり、その本数（と太さ）で等級が区別される。
正章はそれぞれ、青龍章は右肩から下げて佩用する大綬章、猛虎・巨象各章は喉元に帯びて佩用する中綬章、白馬・麒麟各章は左胸に佩用するロゼット付き小綬章である。上位2等級の副章はいずれも左胸に佩用する星章である。また、体育褒章は白馬・麒麟各章と同じロゼット付き小綬章だが、金属部品は銀色となり、綬は橙色地の中央に黄緑線1本が入る。
なお、従来の青龍章の女性用章飾は男性用より小さい寸法が規定されていたが、2015年12月31日の賞勲法施行令改正により男性用の寸法に統合された。